# 刘勇军
刘勇军（1963年8月—），河北定州人，汉族，中国共产党党员。中华人民共和国政治人物、第十三届全国人民代表大会解放军和武警部队代表。

## 生平
曾任武警部队128师师长、武警8680部队部队长，2017年6月任武警河南总队司令员，后任武警某部参谋长丶武警部队副参谋长。 2018年，刘勇军被选为解放军和武警部队出席第十三届全国人民代表大会代表。